# Trần Bạch Đằng
Trần Bạch Đằng (tên khai sinh là Trương Gia Triều; 15 tháng 7 năm 1926 – 16 tháng 4 năm 2007) là một chính trị gia, nhà nghiên cứu, nhà văn, nhà báo Việt Nam. Ông từng đảm nhận chức vụ Phó trưởng ban Dân vận Trung ương và Bí thư Thành ủy Sài Gòn. Ông được tặng Giải thưởng Nhà nước về Văn học Nghệ thuật vào năm 2001. Một trong những tác phẩm văn học nổi tiếng nhất của Trần Bạch Đằng lấy bút danh Nguyễn Trương Thiên Lý là tiểu thuyết Ván bài lật ngửa thuật về một nhân vật tình báo trong Chiến tranh Việt Nam mang tên Đại tá Phạm Ngọc Thảo.

## Tiểu sử
Trần Bạch Đằng (tên khai sinh là Trương Gia Triều, các bút danh: Nguyễn Trương Thiên Lí, Nguyễn Hiếu Trường, Hưởng Triều, Trần Quang) sinh ngày 15 tháng 7 năm 1926 tại xã Hòa Thuận, Giồng Riềng, tỉnh Rạch Giá (nay là Kiên Giang). Ông là cháu nội của nhà chí sĩ yêu nước Trương Gia Mô, đồng thời tốt nghiệp tiểu học loại ưu và đỗ đầu kỳ thi thuộc khóa đầu tiên của Trường Trung học Petrus Trương Vĩnh Ký.
Trần Bạch Đằng tham gia cách mạng từ khi mới 17 tuổi. Năm 1946, ông đã được giao phụ trách tờ báo Chống xâm lăng của Thành ủy Sài Gòn, năm năm sau thì nắm giữ chức vụ Tổng biên tập báo Nhân dân Miền Nam của Trung ương Cục. Trong thời kỳ Chiến tranh Việt Nam, ông lần lượt đảm nhận qua nhiều cương vị quan trọng như Bí thư Thành ủy Sài Gòn, phụ trách Ban tuyên huấn Trung ương Cục và Ủy viên Đoàn chủ tịch Mặt trận Dân tộc Giải phóng miền Nam Việt Nam, từng là Chủ tịch Hội Văn học nghệ thuật Giải phóng.
Năm 1978, Trần Bạch Đằng giữ chức vụ Phó Ban Dân vận Trung ương. Năm 1981, ông công tác ở Ban Tuyên huấn và một năm sau thì được giao nhiệm vụ hoạt động công tác tư tưởng văn hóa, viết báo, nghiên cứu khoa học xã hội, hỗ trợ Trung ương và Chính phủ Việt Nam một số vấn đề về chiến lược tư tưởng, kinh tế xã hội.
Ông là hội viên Hội Nhà văn Việt Nam từ năm 1976.
Ông qua đời vào ngày 16 tháng 4 năm 2007 tại bệnh viện Chợ Rẫy vì nguyên nhân ung thư phổi, hưởng thọ 80 tuổi.

## Sự nghiệp

### Chính trị
Trần Bạch Đằng đã giữ nhiều cương vị quan trọng của Đảng Cộng sản Việt Nam. Ông đã được Đảng Cộng sản Việt Nam và Nhà nước Việt Nam tặng thưởng: Huân chương Ðộc lập hạng nhất, Huân chương Giải phóng hạng nhất, Huân chương Kháng chiến hạng nhất, Huân chương Kháng chiến chống Mỹ, cứu nước hạng nhất, Huân chương Ðại đoàn kết dân tộc, Huy hiệu 60 năm tuổi đảng.

### Văn học, báo chí, nghiên cứu
Về sự nghiệp viết lách, do ảnh hưởng từ nền gia giáo của gia đình nên khả năng văn học hình thành trong ông từ rất sớm. Năm 1943, Bạch Đằng đã hoàn thành nhiều bài thơ đầu tay tiêu biểu như Trên bờ Đồng Nai, Dấu cũ, Chiếu rách mưa đêm, Dạy học lậu...
Trần Bạch Đằng được truyền thông Việt Nam đánh giá là một nhà báo có tài. Sau nhiều năm cầm bút, tên ông thường xuất hiện trên các ấn phẩm truyền thông nổi tiếng chẳng hạn như Sài Gòn Giải Phóng, Tuổi Trẻ, Thanh Niên, Phụ Nữ. Những lĩnh vực mà Bạch Đằng từng viết khá rộng, từ chính trị đến văn hóa - xã hội, từ chống tham nhũng đến việc xây dựng một xã hội pháp quyền. Xuyên suốt khoảng thời gian từ năm 1998 đến khi qua đời, ông đã viết tổng cộng 977 bài báo, trong đó có 913 bài thuộc thể loại chính luận. Đặc biệt vấn nạn tham nhũng tại Việt Nam đã được ông cảnh báo từ cuối thế kỷ 20.
Trong công tác nghiên cứu về lĩnh vực lịch sử, bộ sách "Lịch sử Nam bộ khách chiến" do ông làm chủ biên vào những năm cuối đời đã được Hội đồng nghiệm thu cấp Nhà nước đánh giá là "tác phẩm xuất sắc". Hội Nhà báo tỉnh Kiên Giang cho biết "Những bài viết của Trần Bạch Đằng về kinh tế rất có chiều sâu và dễ hiểu. Ông như người thổi hồn vào những vấn đề tưởng chừng như khó hiểu này để mọi người đọc với những trình độ khác nhau đều có thể lĩnh hội" và cũng là "tác giả có biệt tài rút tít bài viết rất ấn tượng".
Năm 2001, ông được tặng Giải thưởng Nhà nước về Văn học Nghệ thuật với các tác phẩm: Bài ca khởi nghĩa (tập thơ), Chân dung một quản đốc (tiểu thuyết) và Ván bài lật ngửa (kịch bản phim).

## Tác phẩm
| Thể loại    | Tựa đề                                     | Năm  | Ct.                               |
| ----------- | ------------------------------------------ | ---- | --------------------------------- |
| Thơ         | Bài ca khởi nghĩa                          | 1970 | [ 7 ] [ 22 ] [ 18 ] [ 23 ] [ 24 ] |
| Thơ         | Theo sóng Đồng Nai                         | 1975 | [ 7 ] [ 22 ] [ 18 ] [ 23 ] [ 24 ] |
| Thơ         | Đất nước lại vào xuân                      | 1979 | [ 7 ] [ 22 ] [ 18 ] [ 23 ] [ 24 ] |
| Thơ         | Những cái tên đồng bằng                    | 1986 | [ 7 ] [ 22 ] [ 18 ] [ 23 ] [ 24 ] |
| Truyện      | Bác Sáu Rồng                               | 1975 | [ 7 ] [ 22 ] [ 18 ] [ 23 ] [ 24 ] |
| Truyện      | Một ngày của Bí thư Tỉnh uỷ                | 1985 | [ 7 ] [ 22 ] [ 18 ] [ 23 ] [ 24 ] |
| Truyện      | Ông Hai dứt khoát                          | 1986 | [ 7 ] [ 22 ] [ 18 ] [ 23 ] [ 24 ] |
| Truyện      | Ván bài lật ngửa (Nhiều tập)               | 1987 | [ 7 ] [ 22 ] [ 18 ] [ 23 ] [ 24 ] |
| Truyện      | Viết về những người đã khuất               | 1990 | [ 7 ] [ 22 ] [ 18 ] [ 23 ] [ 24 ] |
| Truyện      | Ngày về của ngoại                          | 1985 | [ 7 ] [ 22 ] [ 18 ] [ 23 ] [ 24 ] |
| Tiểu thuyết | Bài ca khởi nghĩa - Chân dung một quản đốc | 1983 | [ 7 ] [ 22 ] [ 18 ] [ 23 ] [ 24 ] |
| Khác        | Trần Hưng Đạo bình Nguyên                  | 1951 | [ 7 ] [ 22 ] [ 18 ] [ 23 ] [ 24 ] |
| Khác        | Hành trình                                 | 1972 | [ 7 ] [ 22 ] [ 18 ] [ 23 ] [ 24 ] |
| Khác        | Nửa tuần trăng kỳ lạ                       | 1984 | [ 7 ] [ 22 ] [ 18 ] [ 23 ] [ 24 ] |
| Khác        | Tình yêu và lời đáp                        | 1985 | [ 7 ] [ 22 ] [ 18 ] [ 23 ] [ 24 ] |
| Khác        | Ông Hai Cũ (2 tập)                         | 1986 | [ 7 ] [ 22 ] [ 18 ] [ 23 ] [ 24 ] |
| Khác        | Tầm nhìn 700 năm trước                     | 1987 | [ 7 ] [ 22 ] [ 18 ] [ 23 ] [ 24 ] |
| Khác        | Dòng sông không quên                       | 1989 | [ 7 ] [ 22 ] [ 18 ] [ 23 ] [ 24 ] |

## Đánh giá
| “                                                                          | Với tư cách là một nhà báo chân chính, một nhà báo cách mạng, tràn đầy tính chiến đấu, ông luôn cổ vũ nồng nhiệt cho cái mới, cái tiến bộ, cho sự nghiệp chính nghĩa, cao cả của Đảng, đất nước và nhân dân. | ” |
| — ông Phạm Quang Nghị, nguyên ủy viên Bộ Chính trị Đảng Cộng sản Việt Nam. | |   |

## Vinh danh
- Giải thưởng Nhà nước về Văn học Nghệ thuật năm 2001.
- Tên ông được đặt cho tên đường tại các thành phố Đà Nẵng,[26] Cần Thơ, Rạch Giá.[27] Năm 2021, Thành phố Hồ Chí Minh cũng đặt tên đường Trần Bạch Đằng cho đại lộ vòng cung thuộc Khu đô thị mới Thủ Thiêm.[28]

### Khen thưởng
- Huân chương Ðộc lập hạng nhất,
- Huân chương Giải phóng hạng nhất,
- Huân chương Kháng chiến hạng nhất,
- Huân chương Kháng chiến chống Mỹ, cứu nước hạng nhất,
- Huân chương Ðại đoàn kết dân tộc,
- Huy hiệu 60 năm tuổi Đảng.[11]

### Giải thưởng văn học
- Giải thưởng Cửu Long (1951) kịch bản Trần Hưng Đạo bình Nguyên.
- Giải thưởng Nguyễn Đình Chiểu (1965) Con người miền Nam (ký và thơ).[7]